# Órzola
Órzola ist der nördlichste Ort der zu Spanien gehörenden Kanareninsel Lanzarote. Es gehört zur Gemeinde Haría.

## Ortsbild
Órzola liegt mit seinen 371 Einwohnern (2023) etwa 40 Kilometer von der Inselhauptstadt Arrecife entfernt, am Fuße des Famara-Gebirges und am Rande des Malpaís de la Corona (unkultivierbares Land am Fuße des Vulkans La Corona). Dieses Land entstand vor etwa 5000 Jahren bei einem Ausbruch des Vulkans, als große Mengen Lava in östlicher Richtung in den Atlantik flossen.
Órzola hat einen kleinen Fischereihafen, in dessen unmittelbarer Nähe an langen Leinen häufig Fische zum Trocknen hängen. Es gibt in dem Dorf mehrere Fischrestaurants und Ferienapartments. Wenige hundert Meter nordwestlich von Órzola, direkt am Fuß des Famara-Gebirges, liegt der weiße Strand Playa de la Cantería (auch Playa de Atrás). Er wird von Wellenreitern und Surfern frequentiert. Südöstlich des Ortes liegen kleine, zum Baden geeignete Buchten mit weißem Sand, Caletónes genannt.
Am Hafen beginnt die erste Etappe des Fernwanderwegs Camino Natural (GR 131), der in vier Tagesetappen Lanzarote der Länge nach durchquert und am Hafen in Playa Blanca endet.
An jedem letzten Wochenende im August findet von Freitag bis Sonntag die Fiesta zu Ehren der Schutzheiligen Rosa de Lima statt.

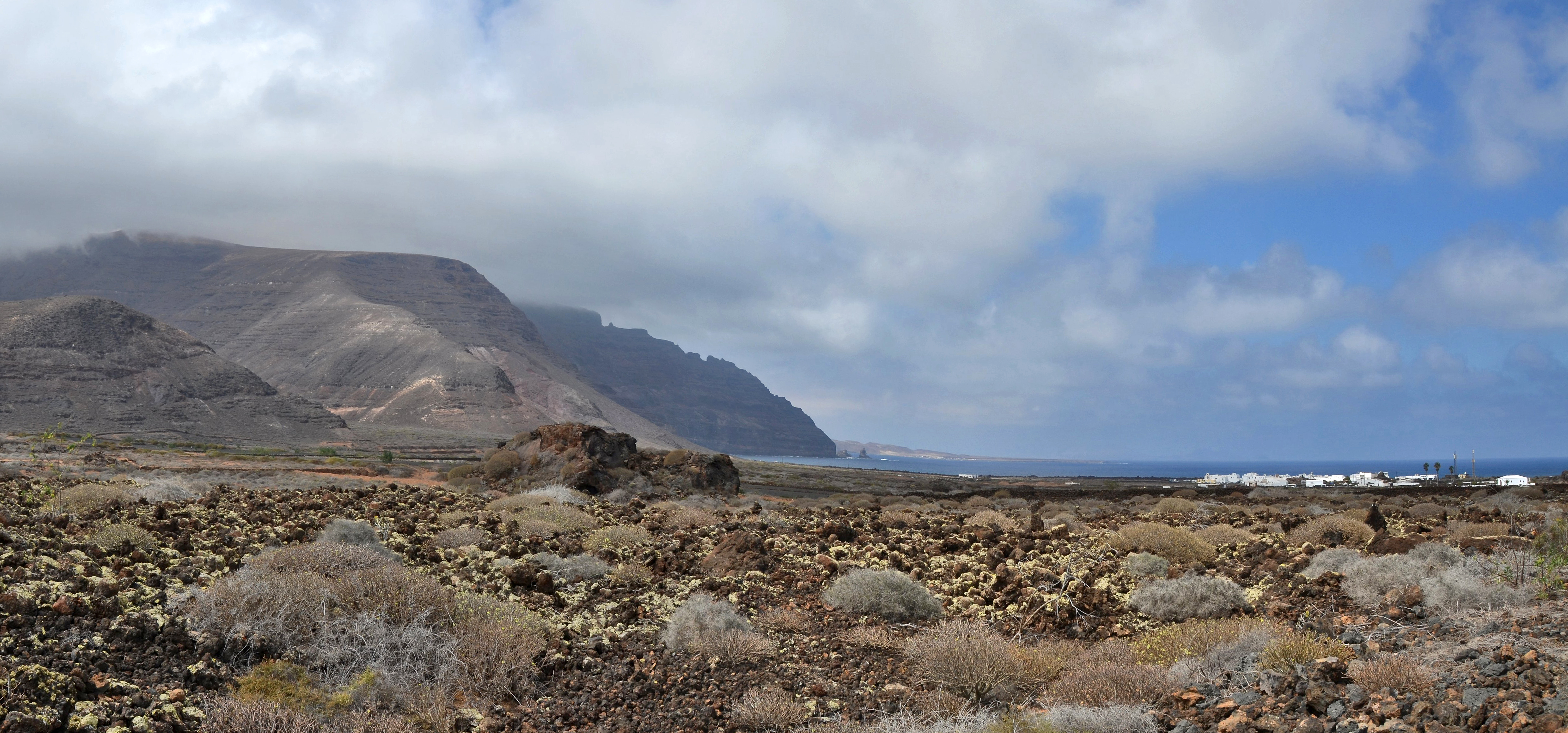
Órzola am Fuße des Famara-Gebirges, im Hintergrund die Insel La Graciosa

## Verkehrsanbindungen
Von Órzola aus kann man mit einer Personenfähre in etwa 25 Minuten nach Caleta del Sebo auf der vorgelagerten Insel La Graciosa übersetzen. Seit Sommer 2009 verkehrt eine zweite Fährgesellschaft, die Biosfera Express. Zusammen mit der bisherigen Gesellschaft Lineas Romero gibt es seitdem jeden Tag nahezu stündlichen Fährverkehr zur Nachbarinsel.
Von der Inselhauptstadt Arrecife verkehrt mehrmals täglich eine Buslinie nach Órzola.